# حرب الخلافة البرتغالية
حرب الخلافة البرتغالية وهي حرب نشبت من سنة 1580 إلى 1583 بين مملكة إسبانيا مع القوات البرتغالية المؤيدة لتولي الملك فيليب الثاني ملك إسبانيا لحكم البرتغال ضد القوات البرتغالية المؤيدة لتولي أنطونيو من كراتو لحكم البرتغال والذي كان من الأسرة الحاكمة وساندته في ذلك مملكة فرنسا ومملكة إنجلترا وجمهورية هولندا وكانت حملة الملك فيليب الثاني مؤيدة من الدوق البرتغالي تيودوسيو دوق براغانزا. انتهت الحرب بانتصار فيليب الثاني ملك إسبانيا الذي أنشأ بعد ذلك الاتحاد الأيبيري واستطاع فيليب خلافة سبستيان الأول ملك البرتغال.

## الكاردينال الملك
كان الكاردينال هنريك العم الأكبر لسيباستيان ملك البرتغال والذي كان وصي للعرش، إلا أن سيباستيان مات موت مفاجئ في عمر 24 سنة فقط سنة 1578 فعاد عمه هنريك ملكا للبرتغال إلا أن هنريك بسبب كونه كاردينال (كاهن كاثوليكي) لم يترك خلف وريث بعد موته، فانتهى حكم سلالة أفيز، وبعد وفاة هنريك طالب البابا غريغوري الثالث عشر أن يكون ملك البرتغال القادم من سلالة هابسبورغ وسانده العديد من النبلاء في البرتغال.

## المطالبون بالعرش
طبقة النبلاء البرتغالية كَانتْ قلقة بشأن صيانةِ إستقلالِهم وأرادتْ المساعدةَ في أَنْ تَجدَ ملك جديد. بهذا الوقتِ، العرش البرتغالي طالب به عدة أشخاص ؛ بينهم كَانتْ كاثرين، دوقة براغانزا (1540 -1614) وابن شقيقتها دوق بارما رانوتشيو الأول فارنيزي وابن عمتها فيليب الثاني ملك إسبانيا وأنطونيو من كراتو، الدوقة أقرّتْ لاحقاً مِن قِبل أنصار هابسبورغ كالوريث الشرعي، بَعْدَ أَنْ وصل أحفادَها حَصلَ على العرشِ في 1640 (في شخصِ جواو الرّابع البرتغالي)، لكن في ذَلِك الوَقت، هي كَانتْ فقط إحدى الورثة المحتملين. طبقاً للعادةِ الإقطاعيةِ، ابن شقيقتها الراحلة الأكبر سنّاً، رانوتشيو الإيطالي، كَانَ الوريثَ الأقربَ، ثمّ الدوقة بنفسها، وفقط بعدهم، الملك فيليب. فيليب الثّاني إسبانيا كَانَ يعتبر أجنبي (بالرغم من أن أمِّه كَانَت برتغاليَة) وإنحدرَ مِنْ مانويل الأول مِن قِبل خطّ إناث؛ أما بالنسبة إلى أنطونيو كراتو، بالرغم من أنّه كَانَ حفيد مانويل الأول في خطِّ الذكور هو كَانَ حفيداً غير شرعيَ.
رانوتشيو فارنيزي (1569 -1622)، الدوق الوراثي لبارما وبياشنزا، كَانَ حفيد الراحل انفانتي دوارتي البرتغالي دوق غيمارايش الابن الوحيد لمانويل الأول الذي أحفاد شرعيون بَقوا في ذَلِك الوَقت، رانوتشيو كَانَ طبقاً للعادةِ الإقطاعيةِ، الوريث الأول في وصول إلى عرشِ البرتغال. هو كَانَ ابنَ دون أليساندرو فارنيزي دوق بارما وبياشنزا وماريا البرتغالية، تسبب وفاة عم والدته هنريك الأول في أزمة خلافة في البرتغال، كان رانوتشيو بعمر 11 سنةً آنذاك، وأبوه كَانَ حليفاً الملكِ الإسبانيِ، منافس آخر بحيث يعتبر خاله، فلذا حقوق رانوتشيو لَمْ تُدَّعي بالقوّة جداً في ذَلِك الوَقت، أصبحَ رانوتشيو دوق بارما الحاكم منذ 1592.
بدلاً مِن ذلك خالة رانوتشيو الصغرى كاثرين دوقة براغانزا ادعت العرشَ بطموح كبير، لكن فاشلَ أن كاثرين كَانتْ متزوّجة مِنْ جواو الأول دوق براغانزا (سليل خطِّ الذكور لـ أفونسو دوق براغانزا، ابن غير شرعي لـ جواو الأول ملك البرتغال)، وأيضا كَانَ حفيدَ الراحلينِ خايمي دوق براغانزا أيضاً الوريثَ المفترض، بحيث أنه ابنَ الأميرة إيزابيلا البرتغالية شقيقة مانويل الأول وابنة انفانتي فرناندو دوق فيسيو ابن ثاني لملكِ دوارتي، وأيضا كان لديها ابن الدوم تيودوسيو مِنْ براغانزا، الذي سَيَكُونُ وريثَها الملكيَ ووريثَها إلى العرشِ، كان ادعاء الدوقةَ قويَ نسبياً، كما هو عُزّزَ بموقعِ زوجِها كأحد الورثةِ الشرعيينِ؛ هكذا هم كلاهما يَكُونونَ عِنْدَهُمْ الحق في حَمْل الملوكيةِ، وعلاوة على ذلك كانت الدوقة تَعِيشُ في البرتغال، لَيسَ في الخارج، وما كَانَ تحت سنّ البلوغَ، لكن بعمر 40 سنةً، ضعفها كَانتْ جنسَها (البرتغال مَا كَانَ عِنْدَها ملكة حاكمة معترف بها عموماً) والوجود البنتِ الثانيةِ، هناك هكذا وَجدَ مدّعي كبير بشكل نسبي.
طبقاً للعادةِ الإقطاعيةِ القديمةِ، خَطّ تعاقبِ العرشِ البرتغاليِ كَانَ يمكنُ أَنْ يَكُونَ:
- رانوتشيو فارنيزي دوق بارما ابن ماريا دوقة بارما وإدوارد دوق غيمارايش لكن بسبب صغر سنه تم إستبعاده.
- كاترين، دوقة براغانزا تم استبعادها لكونها أنثى.
- فيليب الثاني ملك إسبانيا مع أولاده بحيث أنه ابن إيزابيلا أكبر ابنة ومانويل.
- ماريا من النمسا مع ابنة إيزابيلا.
- ايمانويل فيليبير دوق سافوي مع ابن بياتريس ابنة الثانية لـ مانويل
- جواو الأول دوق براغانزا.

## الخلافة
في الأخير أصبح فقط فيليب الثاني ملك إسبانيا وأنطونيو من كراتو هم المطالبين بالعرش وكلاهما كانا حفيدي مانويل الأول ملك البرتغال.
- أنطونيو حشد الدعم من الوطنيين البرتغاليين ألذين رفضوا أن يحكمهم ملك من إسبانيا والذين كانوا يريدوه أن يحكم الإمبراطورية البرتغالية، إضافة لدعم فرنسا وإنجلترا.
- فيليب الحفيد الأكبر لمانويل من ابنته إيزابيلا وقد قضى حياته في صغره ما بين إسبانيا وبلد والدته البرتغال وقد كان يحظى بالدعم البابوي وهابسبورغ.

## الحرب
في 24 يوليو 1580 أعلن أنطونيو نفسه ملك للبرتغال والغرب وشنترين خلفاً لهنريك ملك البرتغال، وهذا الإعلان أغضب فيليب الثاني ملك إسبانيا فجهز جيشاً لغزو البرتغال وهزم أنطونيو في معركة ألكانتارا وهرب أنطونيو من لشبونة إلى الأزور وطالب هناك بدعم فرنسا فأرسل ملك فرنسا الأدميرال فيليبو ستروتزي لمساعدة كراتو، إلا أن هذا الدعم لم يكن كبيراً كما توقع كراتو فطالب بدعم الأدميرال الإنجليزي فرانسيس كريك وجواو نوريس إلا أن البحرية الملكية الإسبانية فاجأت أسطول كريك ونوريس وتمكنت من هزيمتهم ومنعتهم من دعم كراتو فاتجهت الأساطيل فيما بعد إلى الأزور وهزموا كراتو في معركة بونتا ديلغادا وهزم الإسبان كراتو هزيمة ساحقة.

## النتائج
بعد انتصار البحرية الإسبانية في الأزور وزوال خطر كراتو، تم دمج الإمبراطوريتين الإسبانية والبرتغالية مع مستعمراتها من قبل الملك فيليب، وألذي لقب نفسه بفيليب الأول ملك البرتغال والغرب وشكل الاتحاد الأيبيري وقد استمر حكم هذا الاتحاد لمدة 60 سنة قبل أن يتفكك بعد حرب الاستعادة البرتغالية.